# Маестрал
Маестрал је освежавајући северозападни ветар који у топлим данима дува са мора на копно. Јавља се углавном лети и дува само уз обалу. Ретко допире даље од 20 M и строго је приземни ветар (до 300 m висине). Почиње да дува око 10 сати с брзином ветра 1.6-3.5 m/s, а после подне 3.4-5.4 m/s. Престаје по заласку Сунца.
Јаки маестрал се назива маестралун, он је брзине 10-13 m/s. Слабији маестрал ствара таласе висине 20-60 cm, а јак и преко 1 m.